# أرميند دالكو

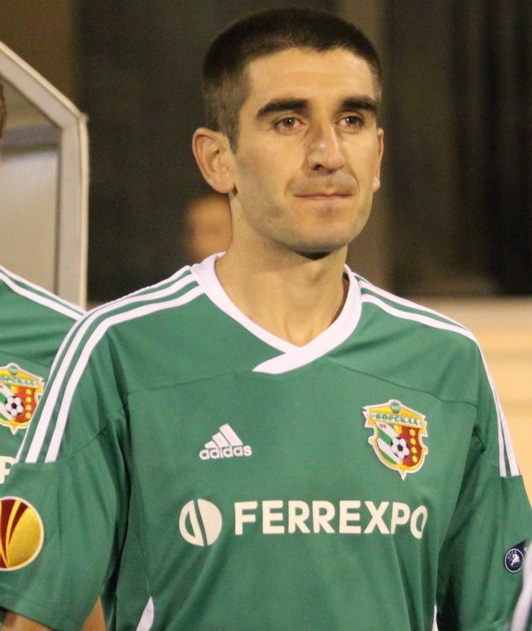
أرميند دالكو

أرميند دالكو (بالألبانية: Armend Dallku‏) (بالألبانية: Armend Dallku) (مواليد 16 يونيو 1983 في بريشتينا - صربيا والجبل الأسود) لاعب كرة قدم ألباني يلعب حالياً لصالح نادي الدرجة الممتازة فورسكلا بولتافا الأوكراني منذ 2005 في مركز الظهير الأيمن.

## روابط خارجية
- أرميند دالكو على موقع الاتحاد الدولي (مؤرشف)  (الإنجليزية)
- أرميند دالكو على موقع الاتحاد الأوربي (الإنجليزية)
- أرميند دالكو على موقع اتحاد أوكرانيا (الإنجليزية)
- أرميند دالكو على موقع قاعدة بيانات كرة القدم.إي يو (الإنجليزية)
- أرميند دالكو على موقع ناشيونال فوتبول تيمز (الإنجليزية)
- أرميند دالكو على موقع Soccerway.com (الإنجليزية)
- أرميند دالكو على موقع عالم كرة القدم.نت (الإنجليزية)
- أرميند دالكو على موقع كووورة